# İrfan Kahveci
İrfan Can Kahveci (Ankara, 15 de julho de 1995) é um futebolista turco, que atua como meio-campista e atualmente joga pelo Fenerbahçe da Turquia.

## Carreira
Kahveci passou pelas categorias de base do Gençlerbirliği S.K. e fez a sua estreia como profissional em 2012, marcando seu primeiro gol em 2014 contra o Kasımpaşa S.K. Em 26 de dezembro de 2016, assinou contrato com o İstanbul Başakşehir. Em 2 de dezembro de 2020, marcou um hat-trick na derrota por 4-3 para o RB Leipzig pela Liga dos Campeões da UEFA de 2020–21.
Em 31 de janeiro de 2021, foi anunciado como novo reforço do Fenerbahçe em um contrato de quatro anos e meio pelo valor de 7 milhões de euros.
No dia 1 de fevereiro de 2021 Kahveci foi anunciado oficialmente pelo Fenerbahçe.

## Seleção Turca
Kahveci já foi convocado para a Seleção Turca de Futebol em várias ocasiões entre 2016 e 2017, porém fez sua estreia apenas em 23 de março de 2018 na vitória por 1-0 diante da Irlanda. Fez parte do elenco da Seleção Turca na disputa da Eurocopa de 2020.

## Títulos
İstanbul Başakşehir
- Campeonato Turco de Futebol: 2019–20[9]

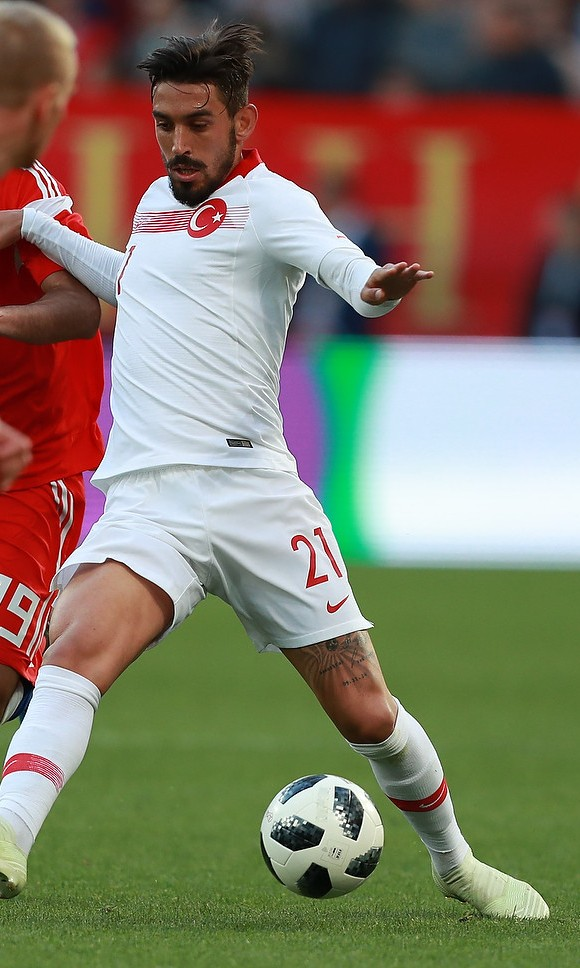
Kahveci em 2018

Fenerbahçe
- Copa da Turquia: 2022–23